# Christian Zetlitz Bretteville
Christian Zetlitz Le Normand de Bretteville (17. november 1800 – 24. februar 1871) var en norsk politiker. Han var borgmester i Christiania (Oslo) og statsråd og chef for Indredepartementet i flere perioder fra 1854 til 1871. Han var konstitueret statsminister (i Stockholm) fra 16. december 1858 til juni 1859 og igen i 1861.
Brettevilles gate i Oslo er opkaldt efter ham.
Han tilhørte den franske, normanniske adelsslægt Le Normand de Bretteville og var søn af Charles-Eugène Le Normand de Bretteville og Mette Christina Zetlitz.
Han var major i Hæren. Bretteville modtog storkorset af St. Olavs Ordenen i 1863.